# Barry Prima
Barry Prima, właśc. Hubertus Barry Knoch Prima (ur. 19 sierpnia 1954 w Bandungu) – indonezyjski aktor.
Największą sławę przyniosły mu role w filmach akcji w latach 80. XX wieku.

## Wybrana filmografia
- Realita, Cinta dan Rock’n Roll (Reality, Love, and Rock’N Roll) (2006)
- Janji Joni (Joni’s Promise) (2005)
- Menumpas Teroris (Fighting Terrorists) (1986)
- The Warrior and the Ninja (1985)
- The Devil’s Sword (1984)
- The Warrior Against Blind Swordsman (Si Buta Lawan Jaka Sembung) (1983)
- Perempuan Bergairah (1982)
- Srigala (1981)
- The Warrior (Jaka Sembung) (1981)
- Primitif (1978)